# Merxhausen (obszar wolny administracyjnie)
Merxhausen - obszar wolny administracyjnie (gemeindefreies Gebiet) w Niemczech w kraju związkowym Dolna Saksonia, w powiecie Holzminden. Teren jest niezamieszkany.  